# Sébastien Fagnen
Sébastien Fagnen, né le 8 novembre 1987 à Cherbourg, est un homme politique français. Il est maire délégué de Cherbourg-Octeville de 2017 à 2023 et sénateur de la Manche depuis octobre 2023.

## Biographie
Sébastien Fagnen suit des études universitaires à Caen en 2006, où il obtient une licence de sociologie, puis obtient une licence de sociologie urbaine à l'Université Lille-III, et enfin un master de géographie et urbanisme à Caen en 2012. Il s'engage en politique au sein du Mouvement des jeunes socialistes.
En septembre 2012, il devient attaché parlementaire du député Stéphane Travert, nouvellement élu .
Aux élections municipales de 2014, il est élu sur la liste emmenée par Jean-Michel Houllegatte (PS). Dans la foulée, il est élu quatrième adjoint au maire, chargé de l'urbanisme et de la citoyenneté.
Il se présente avec Karine Duval (SE) lors des élections départementales de 2015 dans le canton de Cherbourg-Octeville 2. Avec 38,75 % des suffrages, ils arrivent en tête au premier tour puis remportent le second tour avec 57,18 % des suffrages. Il ne se représentera pas aux élections départementales de 2021.
Lors du premier conseil municipal de la commune nouvelle de Cherbourg-en-Cotentin, il est élu adjoint à l'urbanisme opérationnel, l'habitat, le Programme local d'urbanisme, le développement commercial et le renouvellement urbain. Après l'élection de Jean-Michel Houllegatte au Sénat, il est élu maire délégué de Cherbourg-Octeville par le conseil municipal.
En 2020, il est réélu maire délégué de Cherbourg-Octeville lors des élections municipales à Cherbourg-en-Cotentin.
En 2023, Sébastien Fagnen est choisi par les militants du Parti socialiste pour se présenter aux élections sénatoriales. Il reçoit le soutien de Jean-Michel Houllegatte, sénateur sortant, et de Bernard Cazeneuve. Pour cela, il conduit la liste d'union de la gauche départementale qui obtient 21,97 % des suffrages et un siège.